# Emissora de ràdio

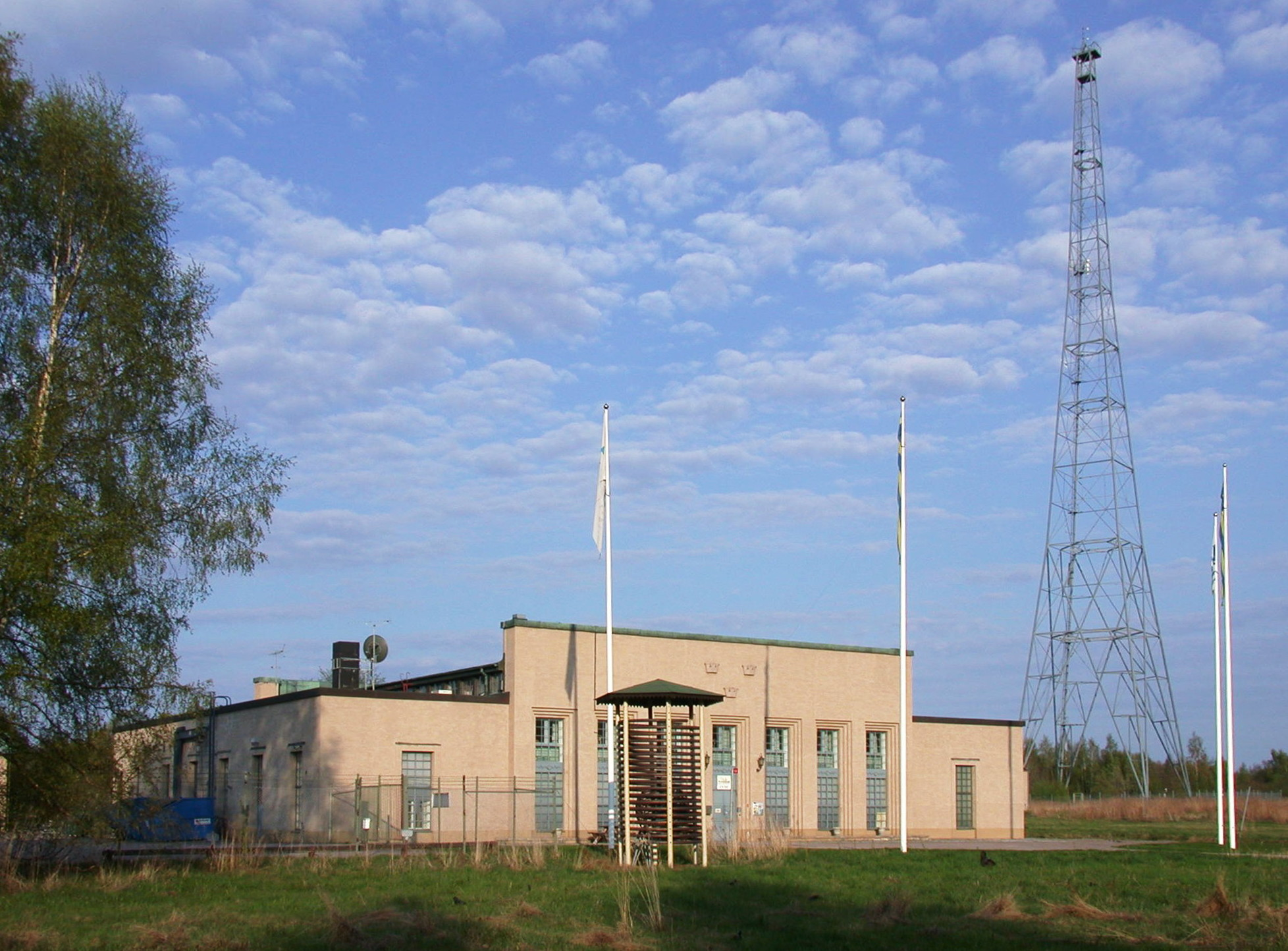
Emissora de ràdio a Motala, Suècia.

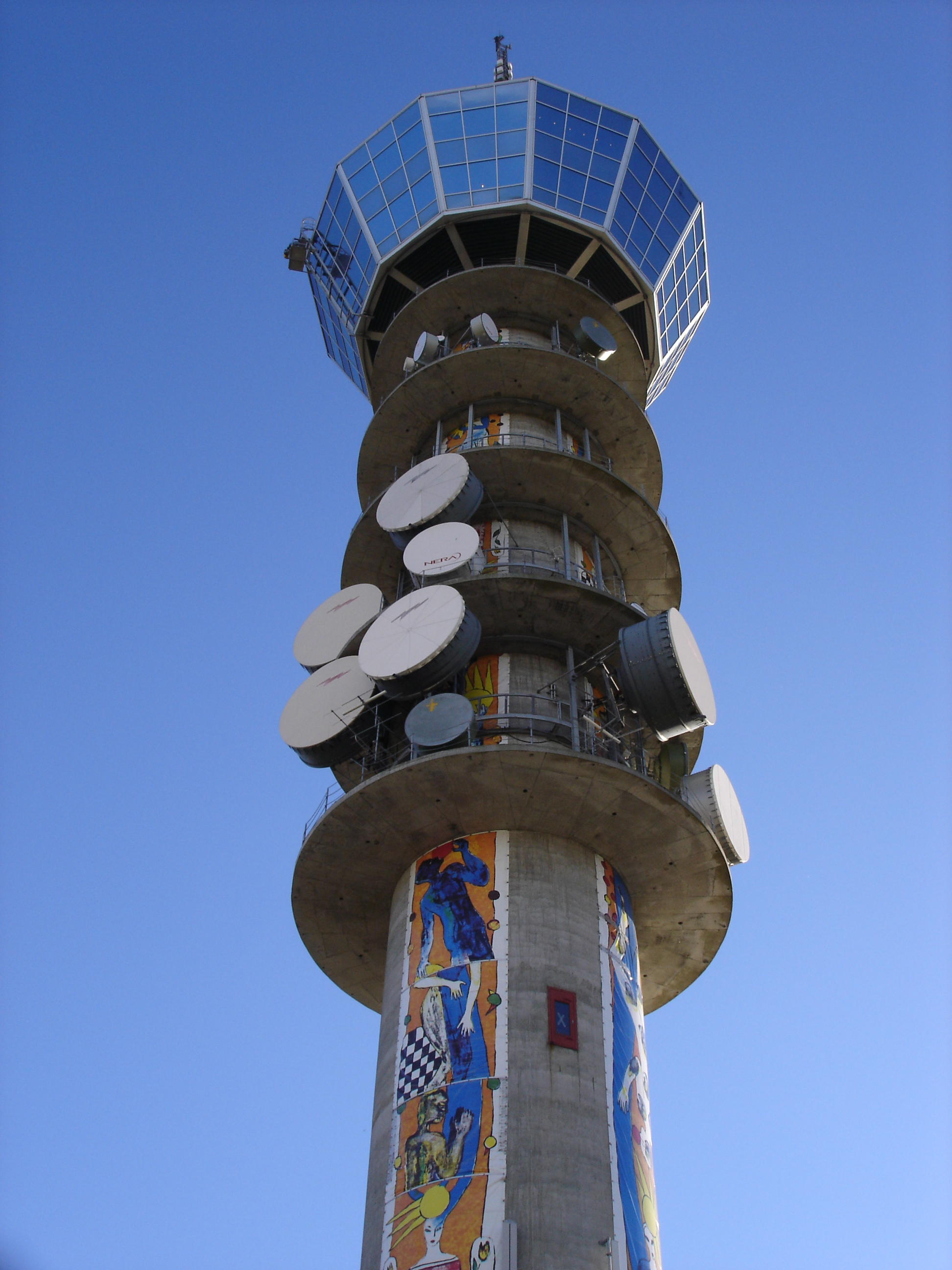
Antena de ràdio

L'emissora de ràdio és la infraestructura necessària (micròfons, centrals de control, amplificadors, moduladors, antenes, estudis de radiofonia) per poder transmetre àudio (so), de vegades amb metadades relacionades, mitjançant ones de ràdio destinades a arribar a una àmplia audiència. En la radiodifusió terrestre, les ones de ràdio són transmeses per una estació de ràdio terrestre, mentre que en la ràdio per satèl·lit les ones de ràdio són transmeses per un satèl·lit en òrbita terrestre. Per rebre el contingut, l'oient ha de tenir un receptor de radiodifusió (ràdio). Les estacions sovint estan afiliades a una xarxa de ràdio que proporciona contingut en un format de ràdio comuna, ja sigui en la sindicació de transmissió o transmisión simultània o totes dues. Les estacions de ràdio transmeten amb diversos tipus diferents de modulació: les estacions de ràdio AM transmeten en AM (amplitud modulada), les estacions de ràdio FM transmeten en FM (freqüència modulada), que són estàndards d'àudio analògic més antics, mentre que les estacions de ràdio digital més noves transmeten en diversos estàndards d'àudio digital: DAB (transmissió d'àudio digital), ràdio HD, DRM (Digital Radio Mondiale). La transmissió de televisió és un servei independent que també utilitza freqüències de ràdio per transmetre senyals de televisió (video).

## Història
Les primeres estacions de ràdio eren sistemes de radiotelegrafia i no transmetien àudio. Per a que les transmissions d'àudio fossin possibles, va ser necessari incorporar dispositius electrònics de detecció i amplificació.
La vàlvula termoiònica (una espècie de tub de buit) va ser inventada en 1904 pel físic anglès John Ambrose Fleming. Es va desenvolupar un dispositiu que va anomenar "vàlvula d'oscil·lació" (perquè passa corrent en una sola direcció). El filament escalfat, o càtode, era capaç d'emetre electrons termoiònics que fluirien cap a la placa (o ànode) quan estava a un voltatge més alt. Els electrons, no obstant això, no podien passar en l'adreça inversa perquè la placa no es va escalfar i, per tant, no era capaç d'emetre electrons termoiònics. Més tard coneguda com a vàlvula Fleming, podria usar-se com a rectificador de corrent altern i com a detector d'ona de ràdio. Això va millorar enormement el conjunt de cristalls que rectificava el senyal de ràdio usant un díode d'estat sòlid primerenc basat en un cristall i l'anomenat bigoti de gat. No obstant això, la qual cosa encara es necessitava era un amplificador.
El tríode (vapor de mercuri ple amb una reixeta de control) va ser creat el 4 de març de 1906 per l'austríac Robert von Lieben independentment d'això, el 25 d'octubre de 1906, Lee De Forest va patentar el seu Audion de tres elements. No es va posar en pràctica fins al 1912, quan els investigadors van reconèixer la seva capacitat d'amplificació.
Al voltant de 1920, la tecnologia de vàlvules havia madurat fins al punt en què la radiodifusió s'estava tornant viable ràpidament. No obstant això, una transmissió d'àudio primerenca que podria denominar-se una transmissió va poder haver ocorregut en la vesprada de Nadal de 1906 per Reginald Fessenden, tot i que es discuteix el fet. Si bé molts dels primers experimentadors van intentar crear sistemes similars als dispositius radiotelefònics mitjançant els quals solament dues parts havien de comunicar-se, va haver-hi uns altres que van intentar transmetre a un públic més ampli. Charles Herrold va començar a transmetre a Califòrnia en 1909 i portava àudio a l'any següent (l'estació d'Herrold finalment es va convertir en KCBS).
A La Haia, Països Baixos, PCGG va començar a transmetre el 6 de novembre de 1919, convertint-la possiblement en la primera estació de transmissió comercial. En 1916, Frank Conrad, un enginyer elèctric empleat en Westinghouse Electric Corporation, va començar a transmetre des del seu garatge de Wilkinsburg, Pennsilvània, amb les lletres 8XK. Més tard, l'estació es va traslladar a la part superior de l'edifici de la fàbrica Westinghouse en East Pittsburgh, Pennsilvània. Westinghouse va rellançar l'estació com KDKA el 2 de novembre de 1920, com la primera Emissora de ràdio amb llicència comercial als Estats Units. La designació de radiodifusió comercial prové del tipus delicència de transmissió ; els anuncis no van sortir a l'aire fins a anys després. La primera transmissió amb llicència als Estats Units va provenir de la pròpia KDKA: els resultats de les eleccions presidencials de Harding/Cox. L'emissora de Mont-real que es va convertir en CFCF va començar a transmetre programació el 20 de maig de 1920, i l'emissora de Detroit que es va convertir en WWJ va començar a transmetre programes a partir del 20 d'agost de 1920, encara que cap tenia llicència en aquest moment.
En 1920, van començar les transmissions sense fils per a entreteniment en el Regne Unit des del Centre d'Investigació Marconi 2MT en Writtle prop de Chelmsford, Anglaterra. Una famosa transmissió de la fàbrica New Street Works de Marconi en Chelmsford va ser realitzada per la famosa soprano Dame Nellie Melba el 15 de juny de 1920, on va cantar dues àries i el seu famós trinat. Va ser la primera artista de renom internacional a participar en transmissions directes de ràdio. L'estació 2MT va començar a transmetre entreteniment regular en 1922. La BBC es va fusionar en 1922 i va rebre una Carta Real en 1926, la qual cosa la va convertir en la primera emissora nacional del món seguida per la Ràdio Txeca i altres emissores europees en 1923.
Radio Argentina va iniciar transmissions programades regularment des del Teatre Coliseu de Buenos Aires el 27 d'agost de 1920, fent el seu propi reclam de prioritat. L'emissora va obtenir la seva llicència el 19 de novembre de 1923. La demora es va deure a la falta de tràmits oficials argentins de llicència abans d'aquesta data. Aquesta estació va continuar transmetent regularment entreteniment i menjar cultural durant diverses dècades.
La ràdio a l'educació aviat va seguir i les universitats dels EUA van començar a afegir cursos de radiodifusió als seus plans d'estudi. Curry College a Milton, Massachusetts va introduir una de les primeres especialitats de radiodifusió en 1932 quan la universitat es va associar amb WLOE a Boston perquè els estudiants transmetessin programes. En 1931, la majoria de les llars nord-americanes posseïen almenys un receptor de ràdio.

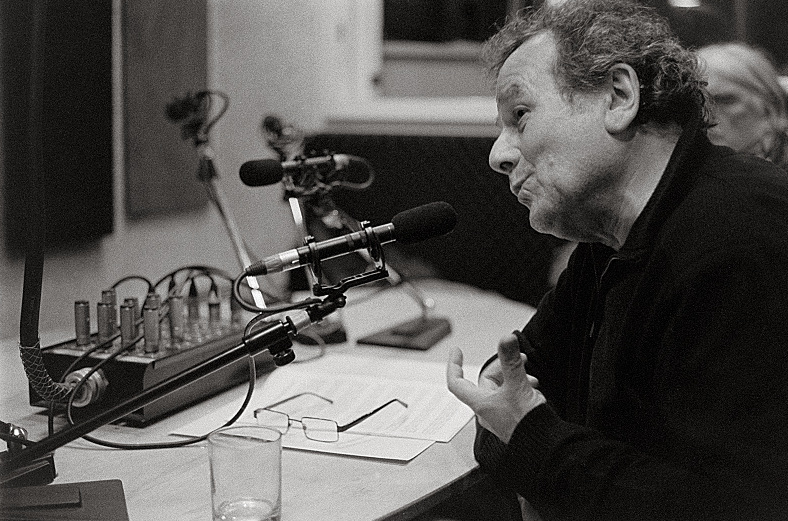
Ús d'una emissora de radiodifusió sonora

De conformitat amb el Reglament de Radiocomunicacions de la UIT (article 1.61), cada emissora de radiodifusió es classificarà segons el servei en el qual operi de forma permanent o temporal.

## Tipus

Diagrama de transmissió de la radiodifusió sonora (AM i FM)

La transmissió per ràdio adopta diverses formes. Aquests inclouen estacions d'AM i FM. Hi ha diversos subtipus, la radiodifusió comercial, radiodifusió pública educativa no comercial (NCE) i varietats sense finalitats de lucre, així com ràdio comunitària, emissores de ràdio de campus dirigides per estudiants i estacions de ràdio d'hospitals que es poden trobar a tot el món. Moltes estacions transmeten en bandes d'ona curta utilitzant tecnologia AM que es pot rebre a milers de milles (especialment de nit). Per exemple, BBC, VOA, VOR i Deutsche Welle han transmès per ona curta a Àfrica i Àsia. Aquestes emissions són molt sensibles a les condicions atmosfèriques i l'activitat solar.
Nielsen Audio, anteriorment coneguda com Arbitron, l'empresa amb seu als Estats Units que informa sobre audiències de ràdio, defineix una "Emissora de ràdio" com una estació d'AM o FM amb llicència del govern; una estació d'HD Radio (primària o multidifusió); una transmissió d'Internet d'una estació existent amb llicència del govern; un dels canals de ràdio satel·litaris de XM Satellite Radio o Sirius Satellite Radio; o, potencialment, una estació que no té llicència del govern.

### Amplitud Modulada - AM

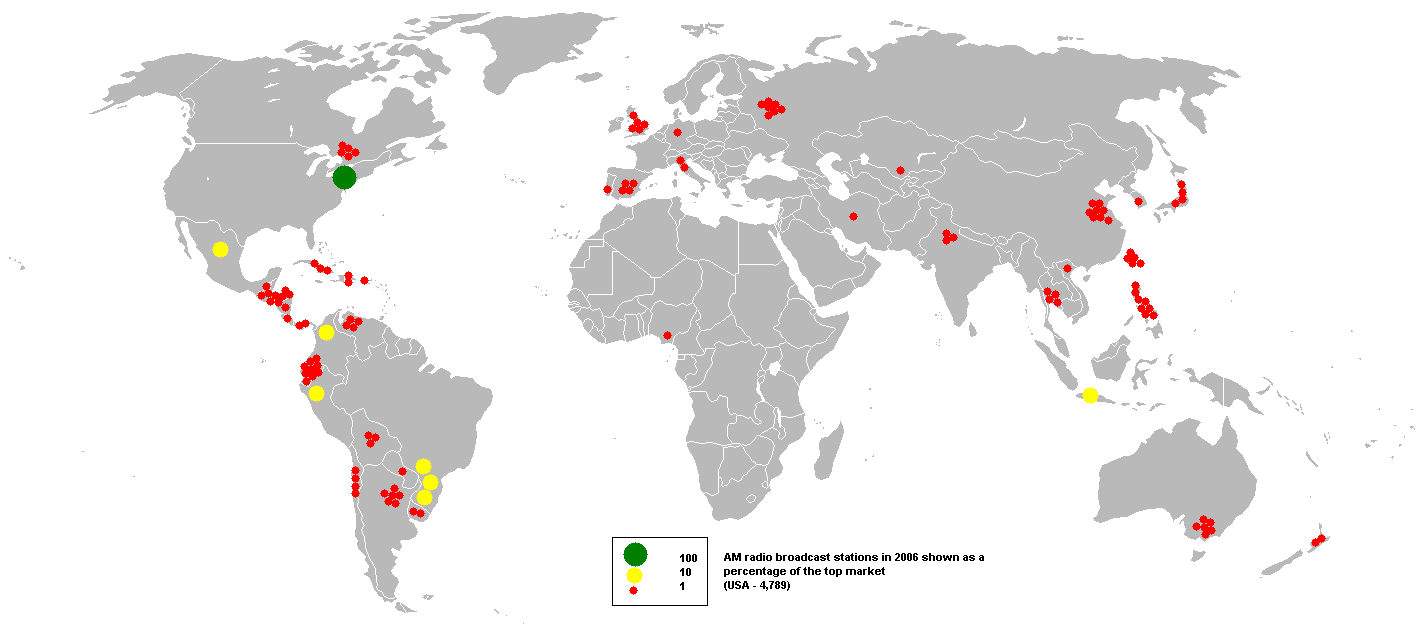
Emissores de radiodifusió AM en 2006.

Les estacions d'AM van ser les primeres estacions de radiodifusió que es van desenvolupar. AM es refereix a la modulació d'amplitud, una manera de transmetre ones de ràdio mitjançant la variació de l'amplitud del senyal portadora en resposta a l'amplitud del senyal que es va a transmetre. La banda d'ona mitjana s'utilitza a tot el món per a la radiodifusió AM. Europa també utilitza la banda d'ona llarga. En resposta a la creixent popularitat de les estacions de ràdio FM estèreo a finalitats de la dècada de 1980 i principis de la de 1990, algunes estacions nord-americanes van començar a transmetre en estèreo AM, encara que això mai va guanyar popularitat i es van vendre molt pocs receptors.
El senyal està subjecte a interferències de tempestes elèctriques (raigs) i altres interferències electromagnètiques (EMI). Un avantatge del senyal de ràdio AM és que es pot detectar (convertir en so) amb un equip simple. Si un senyal és prou fort, ni tan sols es necessita una font d'alimentació; la fabricació d'un receptor de ràdio de cristall sense alimentació va ser un projecte comú de la infància en les primeres dècades de la radiodifusió AM.
Les transmissions d'AM ocorren en ones d'aire d'Amèrica del Nord en el rang de freqüència d'ona mitjana de 525 a 1,705 kHz (coneguda com la “banda de transmissió estàndard”). La banda es va ampliar en la dècada de 1990 en agregar nou canals d'1,605 a 1,705 kHz. Els canals estan espaiats cada 10 kHz en les Amèriques i, generalment, cada 9 kHz en tots els altres llocs.
Les transmissions AM no es poden propagar ionosfèricament durant el dia a causa de la forta absorció en la capa D de la ionosfera. En un entorn de canals abarrotats, això significa que la potència dels canals regionals que comparteixen una freqüència ha de reduir-se a la nit o transmetre's direccionalment per evitar interferències, la qual cosa redueix l'audiència nocturna potencial. Algunes estacions tenen freqüències no compartides amb altres estacions a Amèrica del Nord; aquests es denominen estacions de canal clar. Molts d'ells es poden escoltar en gran part del país durant la nit. Durant la nit, l'absorció desapareix en gran manera i permet que els senyals viatgin a llocs molt més distants a través de reflexos ionosfèrics. No obstant això, l'esvaïment del senyal pot ser greu durant la nit.
Els transmissors de ràdio AM poden transmetre freqüències d'àudio de fins a 15 kHz (ara limitat a 10 kHz en els EUA a causa de les regles de la FCC dissenyades per reduir la interferència), però la majoria dels receptors solament poden reproduir freqüències de fins a 5 kHz o menys. Al moment en què va començar la transmissió AM en la dècada de 1920, això va proporcionar la fidelitat adequada per als micròfons existents, els enregistraments de 78 rpm i els altaveus. Posteriorment, la fidelitat de l'equip de so va millorar considerablement, però els receptors no. La reducció de l'ample de banda dels receptors redueix el cost de fabricació i els fa menys propensos a les interferències. A les estacions d'AM mai se'ls assignen canals adjacents a la mateixa àrea de servei. Això evita que la potència de banda lateral generada per dues estacions interfereixi entre si. Bob Carver va crear un sintonitzador estèreo d'AM que empra filtrat d'osca que va demostrar que una transmissió d'AM pot aconseguir o superar l'ample de banda de banda basi de 15 kHz assignat a les estacions de FM sense interferències objectables. Després de diversos anys, el sintonitzador es va suspendre. Bob Carver havia deixat l'empresa i Carver Corporation després va reduir el nombre de models produïts abans de descontinuar la producció per complet.
A més d'en les bandes d'ona mitjana, la modulació d'amplitud (AM) també s'utilitza en les bandes d'ona curta i llarga. L'ona curta s'utilitza principalment per a emissores nacionals, propaganda internacional o organitzacions de radiodifusió religioses. Les transmissions d'ona curta poden tenir un abast internacional o intercontinental depenent de les condicions atmosfèriques. La radiodifusió AM d'ona llarga es produeix a Europa, Àsia i Àfrica. La propagació de l'ona terrestre en aquestes freqüències es veu poc afectada pels canvis diaris en la ionosfera, per la qual cosa les emissores no necessiten reduir la potència durant la nit per evitar interferències amb altres transmissors.

### Freqüència Modulada - FM

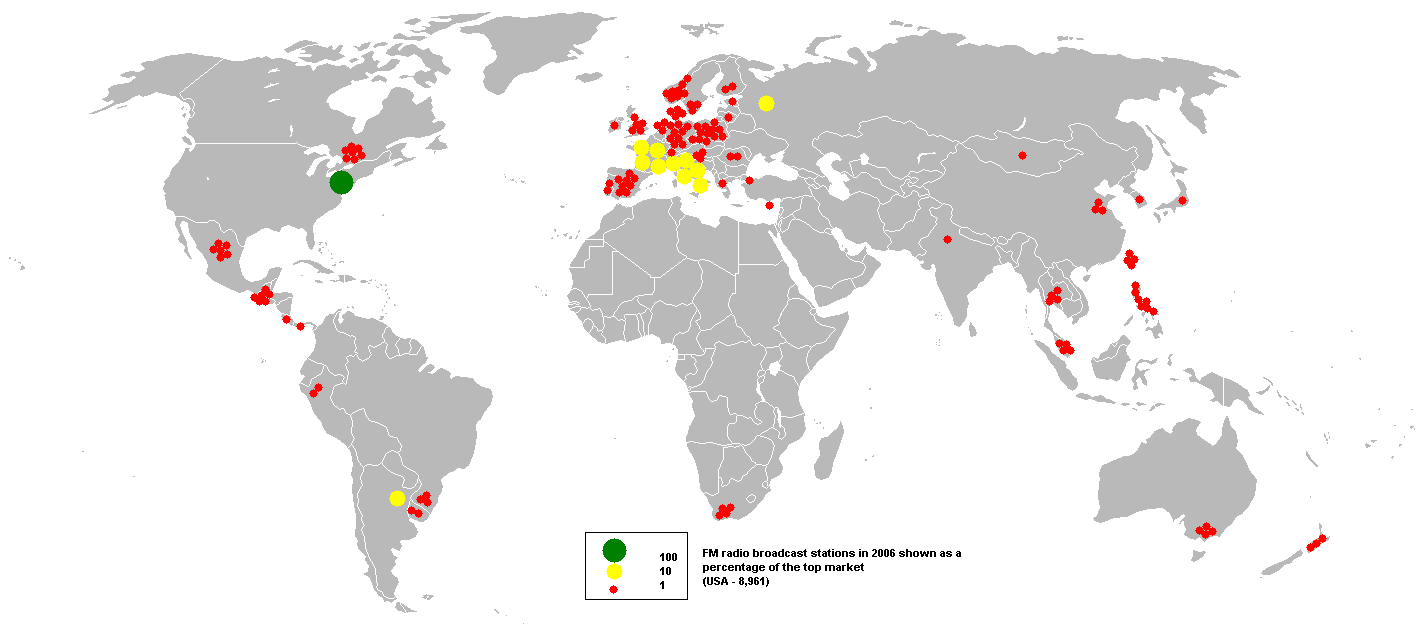
Emissores de ràdio FM en 2006.

FM es refereix a la modulació de freqüència i es produeix en ones de VHF en el rang de freqüència de 88 a 108 MHz a tot arreu, excepte al Japó i Rússia. Rússia, igual que l'antiga Unió Soviètica, utilitza freqüències de 65,9 a 74 MHz a més de l'estàndard mundial. El Japó utilitza la banda de freqüència de 76 a 90 MHz.
Edwin Howard Armstrong va inventar la ràdio FM per superar el problema de la interferència de radiofreqüència (RFI), que plagava la recepció de ràdio AM. Al mateix temps, es va aconseguir una major fidelitat en espaiar més les estacions en l'espectre de freqüències de ràdio. En lloc d'una separació de 10 kHz, com en la banda AM en els EUA, els canals de FM estan separats per 200 kHz (0,2 MHz). En altres països, de vegades és obligatori un major espaiat, com a Nova Zelanda, que utilitza un espaiat de 700 kHz (anteriorment 800 kHz). La fidelitat millorada disponible estava molt per davant dels equips d'àudio de la dècada de 1940, però es va triar un ampli espai entre canals per aprofitar la funció de supressió de soroll de FM de banda ampla.
No es necessita un ample de banda de 200 kHz per acomodar un senyal d'àudio; de 20 kHz a 30 kHz és tot el que es necessita per a un senyal de FM de banda estreta. L'ample de banda de 200 kHz deixava espai per a una desviació del senyal de ± 75 kHz de la freqüència assignada, a més de bandes de guarda per reduir o eliminar la interferència del canal adjacent. L'ample de banda més gran permet transmetre un senyal d'àudio amb un ample de banda de 15 kHz més una "subportadora" estèreo de 38 kHz, un senyal que s'acobla al senyal principal. Algunes emissores utilitzen la capacitat addicional no utilitzada per transmetre funcions de serveis públics, com a música de fons per a àrees públiques, senyals auxiliars de GPS o dades del mercat financer.
El problema de les interferències nocturnes de la ràdio AM es va abordar d'una altra manera. Al moment en què es va configurar FM, les freqüències disponibles eren molt més altes en l'espectre que les utilitzades per la ràdio AM, en un factor d'aproximadament 100. L'ús d'aquestes freqüències significava que fins i tot a una potència molt major, el rang d'un senyal de FM donada era molt més curt; per tant, el seu mercat era més local que el de la ràdio AM. El rang de recepció a la nit és el mateix que durant el dia. Totes les transmissions de radiodifusió de FM tenen línia de visió i el rebot ionosfèric no és viable. Els amples de banda molt majors, en comparació d'AM i SSB, són més susceptibles a la dispersió de fase. Les velocitats de propagació (celeritats) són més ràpides en la ionosfera a la freqüència de banda lateral més baixa. La diferència de celeritat entre les bandes laterals més alta i més baixa és bastant evident per a l'oïdor. Tal distorsió ocorre fins a freqüències d'aproximadament 50 MHz. Les freqüències més altes no es reflecteixen en la ionosfera ni en els núvols de tempesta. Els reflexos de la lluna s'han utilitzat en alguns experiments, però requereixen nivells de potència poc pràctics.
El servei de ràdio FM original en els EUA era Yankee Network, situat en Nova Anglaterra. La radiodifusió FM regular va començar en 1939 però no va representar una amenaça significativa per a la indústria de la radiodifusió AM. Requeria la compra d'un receptor especial. Les freqüències utilitzades, 42 a 50 MHz, no eren les que s'utilitzen en l'actualitat. El canvi a les freqüències actuals, de 88 a 108 MHz, va començar després del final de la Segona Guerra Mundial i fins a cert punt va ser imposat per les emissores d'AM com un intent de paralitzar el que ara es considerava una amenaça potencialment seriosa.
La ràdio FM de la nova banda havia de començar des de la planta baixa. Com a empresa comercial, va seguir sent un mitjà poc utilitzat per als entusiastes de l'àudio fins a la dècada de 1960. Les estacions d'AM més pròsperes, o els seus propietaris, van adquirir llicències de FM i, sovint, transmeten la mateixa programació en l'estació de FM que en l'estació d'AM ("transmissió simultània"). La FCC va limitar aquesta pràctica en la dècada de 1960. En la dècada de 1980, atès que gairebé totes les ràdios noves incloïen sintonitzadors AM i FM, FM es va convertir en el mitjà dominant, especialment a les ciutats. A causa del seu major abast, la DT. va seguir sent més comuna en entorns rurals.